# David Strathairn
David Strathairn (San Francisco, 26 gennaio 1949) è un attore statunitense, candidato all'Oscar al miglior attore e vincitore della Coppa Volpi al Festival di Venezia per Good Night, and Good Luck..

## Biografia
Strathairn nasce a San Francisco, in California, nel 1949, secondogenito dei tre figli di Thomas Scott Strathairn Jr., un medico di origini scozzesi (più precisamente di Crieff) e indigene hawaiiane, e di Mary Frances Frazier, un'infermiera. Nel 1970 si laurea presso il Williams College di Williamstown, nel Massachusetts. È stato anche uno studente del Ringling Brothers and Barnum & Bailey Clown College. La sua carriera di attore inizia in televisione, per la quale gira numerosi film e serie, grazie alle quali si fa conoscere e apprezzare dalla critica. Si avvicina al cinema grazie al regista John Sayles, conosciuto ai tempi del college.
Nel 1992 si aggiudica l'Independent Spirit Awards come miglior interpretazione maschile non protagonista per La città della speranza. Nel 1993 recita accanto a Tom Cruise in Il socio. Durante gli anni novanta lavora, tra gli altri, in Dangerous Woman - Una donna pericolosa (1993), The River Wild - Il fiume della paura (1994), Lontano da Isaiah (1995), A casa per le vacanze (1995), L'ultima eclissi (1995), La luce del crepuscolo (1997), Evidenti tracce di sangue (1998), La mappa del mondo (1999).
Una delle sue interpretazioni più importanti è quella nel ruolo di Pierce Patchett in L.A. Confidential (1997), accanto a Kim Basinger e Kevin Spacey. Nel 2000 viene scelto dal regista Elie Chouraqui per il ruolo da protagonista in Harrison's Flowers, con Andie MacDowell. Nel 2002 è protagonista del film drammatico Blue Car, di Karen Moncrieff. Nel 2004 lavora nel thriller La tela dell'assassino di Philip Kaufman, insieme con Ashley Judd e Samuel L. Jackson. Nello stesso anno prende parte in un ruolo minore ma incisivo alla quinta stagione della pluripremiata serie televisiva I Soprano, nella parte del prof. Robert Wegler. Successivamente, nel 2005, interpreta il ruolo del giornalista Edward R. Murrow, anchorman della CBS e figura storica della lotta al maccartismo in Good Night, and Good Luck. di George Clooney. Il film gli vale la Coppa Volpi per la miglior interpretazione maschile alla 62ª Mostra internazionale d'arte cinematografica di Venezia e numerosi altri riconoscimenti, oltre alla candidatura agli Oscar 2006.
Sul piccolo schermo appare, tra gli altri, nel film TV HBO Temple Grandin - Una donna straordinaria (2010) ed in Hemingway & Gellhorn (2012) di Philip Kaufman, in cui interpreta lo scrittore John Dos Passos.

## Vita privata
Dal 1980 è sposato con l'infermiera Logan Goodman da cui ha avuto due figli: Tay (1980) ed Ebbe (1987). Il primogenito Tay è un musicista, che ha militato come tastierista nel gruppo dei Dawes.

## Filmografia

### Attore

#### Cinema
- Un incurabile romantico (Lovesick), regia di Marshall Brickman (1983)
- Enormous changes at the last minute, regia di Mirra Bank, Ellen Hovde e Muffie Meyer (1983)
- Silkwood, regia di Mike Nichols (1983)
- Fratello di un altro pianeta (The Brother from Another Planet), regia di John Sayles (1984)
- L'uomo dei ghiacci (Iceman), regia di Fred Schepisi (1984)
- A distanza ravvicinata (At Close Range), regia di James Foley (1986)
- Matewan, regia di John Sayles (1987)
- Un gentleman a New York (Stars and Bars), regia di Pat O'Connor (1988)
- Nick e Gino (Dominick and Eugene), regia di Robert M. Young (1988)
- Chiamami di notte (Call Me), regia di Sollace Mitchell (1988)
- Otto uomini fuori (Eight Men Out), regia di John Sayles (1988)
- Memphis Belle, regia di Michael Caton-Jones (1990)
- La città della speranza (City of Hope), regia di John Sayles (1991)
- Dall'oggi al domani (Big Girls Don't Cry... They Get Even), regia di Jean-Marie Straub e Danièle Huillet (1992)
- Ragazze vincenti (A League of Their Own), regia di Penny Marshall (1992)
- Bob Roberts, regia di Tim Robbins (1992)
- I signori della truffa (Sneakers), regia di Phil Alden Robinson (1992)
- Amori e amicizie (Passion Fish), regia di John Sayles (1992)
- Proibito amare (Lost in Yonkers), regia di Martha Coolidge (1993)
- Il socio (The Firm), regia di Sydney Pollack (1993)
- Dangerous Woman - Una donna pericolosa (A Dangerous Woman), regia di Stephen Gyllenhaal (1993)
- Un mondo più giusto (April One), regia di Murray Battle (1994)
- The River Wild - Il fiume della paura (The River Wild), regia di Curtis Hanson (1994)
- Lontano da Isaiah (Losing Isaiah), regia di Stephen Gyllenhaal (1995)
- L'ultima eclissi (Dolores Claiborne), regia di Taylor Hackford (1995)
- A casa per le vacanze (Home for the Holidays), regia di Jodie Foster (1995)
- Confessione finale (Mother Night), regia di Keith Gordon (1996)
- L.A. Confidential, regia di Curtis Hanson (1997)
- Attori (With Friends Like These...) (1998)
- Simon Birch, regia di Mark Steven Johnson (1998)
- The Giraffe (Meschugge), regia di Dani Levy (1998)
- Sogno di una notte di mezza estate (A Midsummer Night's Dream), regia di Michael Hoffman (1999)
- Limbo, regia di John Sayles (1999)
- La mappa del mondo (A Map of the World), regia di Scott Elliott (1999)
- Harrison's Flowers, regia di Elie Chouraqui (2000)
- Blue Car, regia di Karen Moncrieff (2002)
- La tela dell'assassino (Twisted), regia di Philip Kaufman (2004)
- Missing in America, regia di Gabrielle Savage Dockterman (2005)
- Good Night, and Good Luck., regia di George Clooney (2005)
- La scandalosa vita di Bettie Page (The Notorious Bettie Page), regia di Mary Harron (2005)
- We Are Marshall, regia di McG (2006)
- Il caso Thomas Crawford (Fracture), regia di Gregory Hoblit (2007)
- Steel Toes, regia di Mark Adam e David Gow (2007)
- Un bacio romantico - My Blueberry Nights (My Blueberry Nights), regia di Wong Kar-wai (2007)
- The Bourne Ultimatum - Il ritorno dello sciacallo (The Bourne Ultimatum), regia di Paul Greengrass (2007)
- Spiderwick - Le cronache (The Spiderwick Chronicles), regia di Mark Waters (2008)
- The Uninvited, regia di Charles Guard e Thomas Guard (2009)
- Urlo (Howl), regia di Rob Epstein e Jeffrey Friedman (2010)
- The Tempest, regia di Julie Taymor (2010)
- The Whistleblower, regia di Larysa Kondracki (2010)
- The Bourne Legacy, regia di Tony Gilroy (2012)
- Lincoln, regia di Steven Spielberg (2012)
- Godzilla, regia di Gareth Edwards (2014)
- Ritorno al Marigold Hotel (The Second Best Exotic Marigold Hotel), regia di John Madden (2015)
- Segreti di famiglia (Louder Than Bombs), regia di Joachim Trier (2015)
- Ricatto internazionale (Oliver's Deal), regia di Barney Elliott (2015)
- American Pastoral, regia di Ewan McGregor (2016)
- November Criminals, regia di Sacha Gervasi (2017)
- L'ora più buia (Darkest Hour), regia di Joe Wright (2017)
- Interferenze (UFO), regia di Ryan Eslinger (2018)
- Godzilla II - King of the Monsters (Godzilla: King of the Monsters), regia di Michael Dougherty (2019)
- The Devil Has a Name, regia di Edward James Olmos (2019)
- Walkaway Joe, regia di Tom Wright (2020)
- Nomadland, regia di Chloé Zhao (2020)
- La fiera delle illusioni - Nightmare Alley (Nightmare Alley), regia di Guillermo del Toro (2021)
- La ragazza della palude (Where the Crawdads Sing), regia di Olivia Newman (2022)

#### Televisione
- Terra di pionieri (O Pioneers!), regia di Glenn Jordan – film TV (1992)
- La luce del crepuscolo (In the Gloaming), regia di Christopher Reeve – film TV (1997)
- Il miracolo di Annie (The Miracle Worker), regia di Nadia Tass – film TV (2000)
- The Lathe of Heaven, regia di Philip Haas – film TV (2002)
- I Soprano (The Sopranos) – serie TV, episodi 5x04-5x06-5x10 (2004)
- Detective Monk (Monk) – serie TV, episodio 7x02 (2008)
- Temple Grandin - Una donna straordinaria (Temple Grandin), regia di Mick Jackson – film TV (2010)
- Dr. House - Medical Division (House M.D.) – serie TV, episodio 6x17 (2010)
- Alphas – serie TV, 24 episodi (2011-2012)
- Hemingway & Gellhorn, regia di Philip Kaufman – film TV (2012)
- The Blacklist – serie TV, episodi 12 (2015-2016)
- Z - L'inizio di tutto (Z: The Beginning of Everything) – serie TV, 5 episodi (2015-2017)
- Billions – serie TV, 8 episodi (2017-2019)
- The Expanse – serie TV, 13 episodi (2018-2019)
- McMafia – serie TV (2018)
- My Dinner with Hervé – film TV, regia di Sacha Gervasi (2018)
- Interrogation – serie TV, 10 episodi (2020)

### Produttore
- The Sensation of Sight, regia di Aaron J. Wiederspahn (2006)
- Walkaway Joe, regia di Tom Wright (2020)

## Riconoscimenti
- Premio Oscar
  - 2006 – Candidatura al Miglior attore protagonista per Good Night, and Good Luck.
- Festival di Venezia
  - 2005 – Coppa Volpi per la migliore interpretazione maschile per Good Night, and Good Luck.
- Golden Globe
  - 2005 – Candidatura al miglior attore per Good Night, and Good Luck.
- Premio BAFTA
  - 2005 – Candidatura al miglior attore per Good Night, and Good Luck.
- Independent Spirit Awards
  - 1992 – Miglior interpretazione maschile non protagonista per La città della speranza.

## Doppiatori italiani
Nelle versioni in italiano delle opere in cui ha recitato, David Strathairn è stato doppiato da:
- Antonio Sanna in Ragazze vincenti, Amori e amicizie, Proibito amare, A casa per le vacanze, Limbo, Harrison's Flowers, The Uninvited, Godzilla, Interferenze, Godzilla II - King of the Monsters, Nomadland, La fiera delle illusioni - Nightmare Alley, La ragazza della palude
- Gianni Giuliano in Song of Hiawatha, The Bourne Ultimatum - Il ritorno dello sciacallo, Spiderwick - Le cronache, The Whistleblower, The Bourne Legacy, Z - L'inizio di tutto, Billions
- Luca Biagini in Memphis Belle, Urlo, Alphas
- Stefano De Sando in Attori, Le giraffe, Sogno di una notte di mezza estate, Il caso Thomas Crawford
- Marco Mete in I signori della truffa, Il socio, The Expanse
- Claudio Sorrentino in The River Wild - Il fiume della paura, Ritorno al Marigold Hotel
- Stefano Mondini in L.A. Confidential, The Devil Has a Name
- Oliviero Dinelli in Dr. House - Medical Division, The Blacklist
- Carlo Valli in Simon Birch, Il miracolo di Annie
- Roberto Draghetti in Good Night, and Good Luck, Missing in America
- Massimo Lodolo in Enormous changes at the last minute
- Piero Tiberi in Silkwood
- Enrico Di Troia in Bob Roberts
- Massimo Rinaldi in Dangerous Woman - Una donna pericolosa
- Paolo Maria Scalondro in Lontano da Isaiah
- Bruno Conti in L'ultima eclissi
- Davide Marzi in Confessione finale
- Raffaele Uzzi in La luce del crepuscolo
- Danilo De Girolamo in La mappa del mondo
- Angelo Maggi in Blue Car
- Luca Dal Fabbro in Un bacio romantico - My Blueberry Nights
- Luciano Roffi in La tela dell'assassino
- Claudio Ridolfo in Master Spy: The Robert Hanssen Story
- Mario Brusa in We Are Marshall
- Gaetano Varcasia in I Soprano
- Pasquale Anselmo in Temple Grandin - Una donna straordinaria
- Nino Prester in Evidenti tracce di sangue
- Fabrizio Temperini in Beyond the Call
- Toni Garrani in Lincoln
- Franco Mannella in Hemingway & Gellhorn
- Enzo Avolio in Segreti di famiglia
- Mario Cordova in American Pastoral
- Maurizio Reti in November Criminals
- Roberto Chevalier in McMafia
- Paolo Buglioni in My Dinner with Hervé

Da doppiatore è stato sostituito da:
- Daniele Valenti in L'ora più buia